# Graziella Moretto
Graziella Moretto född 1972 i Santos, Brasilien, brasiliansk skådespelare.

## Filmografi (i urval)
- 2001 - Domésticas
- 2002 - Cidade de Deus
- 2003 - Martelo de Vulcano, O
- 2003 - Viva Voz